# Феса
Феса́, или Фаса́, или Фасса́ (перс. فسا‎) — город на юге Ирана, в провинции Фарс. Административный центр шахрестана  Феса. Четвёртый по численности населения город провинции.
Феса — крупный региональный сельскохозяйственный центр, основными продуктами которого являются зерновые культуры и хлопок.

## География и климат
Город находится в центральной части Фарса, в горной местности юго-восточного Загроса, на высоте 1 365 метров над уровнем моря.
Феса расположена на расстоянии приблизительно 120 километров к юго-востоку от Шираза, административного центра провинции и на расстоянии 770 километров к юго-юго-востоку от Тегерана, столицы страны. Среднегодовая температура воздуха составляет +18,5 ° С, среднегодовое количество осадков — 300 мм.

## Население
На 2006 год население составляло 90 251 человек; в национальном составе преобладают персы, в конфессиональном — мусульмане-шииты.
| 1986   | 1991   | 1996   | 2006   | 2012   |
| ------ | ------ | ------ | ------ | ------ |
| 64 771 | 74 487 | 81 706 | 90 251 | 95 131 |

## Достопримечательности
На вершине одного из близлежащих холмов расположена крепость, строительство которой относится к периоду правления династии Сасанидов. К северу от города находится одна из высочайших вершин региона, гора Харманкух (3 183м), рядом с которой располагается рекреационная зона Аташкаде. Также, к юго-востоку от города находится одноимённый аэропорт.